# Новиков, Сергей Владимирович (ректор)
Сергей Владимирович Новиков (род. 8 декабря 1977) — российский экономист, ученый и государственный деятель. Доктор экономических наук.
С 2022 года заместитель председателя президиума Консорциума университетов «Недра».
В 2022 году избран академиком Академии наук авиации и воздухоплавания (АНАиВ).
С 2025 года специальный представитель ректора Санкт-Петербургского горного университета императрицы Екатерины II. В прошлом — ректор Уфимского государственного авиационного технического университета (с 2019 по 2022 год), министр экономического развития Республики Башкортостан (с 2015 по 2019 год).

## Биография

### Образование
В 1999 году окончил Уфимский государственный авиационный технический университет по специальности «Финансы и кредит» с присвоением квалификации «экономист».
В 2002 году закончил аспирантуру УГАТУ по специальности «Управление в социальных и экономических системах».
В 2004 году защитил диссертацию на соискание ученой степени кандидата экономических наук по теме: «Управление развитием машиностроительного комплекса региона по социально-экономическим критериям».
В 2016 году присвоено ученое звание доцент по специальности «Экономика и управление народным хозяйством».
В 2024 году защитил диссертацию на соискание ученой степени доктора экономических наук по теме: «Методология адаптивного управления национальной системой высшего образования».

### Карьера
Трудовую деятельность начал в 1997 году менеджером НПП «Уралавиаспецтехнология». В 1999 году работал финансовым менеджером НПП «Имплантер», после чего в этом же году перешел на государственную службу.
В 1999—2004 годах являлся ведущим, затем главным специалистом и позже — заместителем начальника отдела Министерства экономической и антимонопольной политики Республики Башкортостан (РБ). В 2004 году стал начальником сводного отдела прогнозирования развития промышленности Министерства экономического развития и промышленности РБ.
В 2004—2005 годах Сергей Новиков работал главным специалистом отдела прогнозирования социально-экономического развития Управления экономического развития и социальной политики Администрации Президента Республики Башкортостан. В 2005—2006 годах являлся заведующим этим же отделом, а в 2006—2008 годах — заместителем начальника Управления экономического развития и социальной политики − заведующий отделом экономической экспертизы и анализа Администрации Президента РБ.
В 2008—2009 годах был заместителем заведующего отделом экспертизы Государственно-правового управления, в 2009—2010 годах годах занимал должность начальника Экспертно-аналитического управления Администрации Президента Республики Башкортостан.
В 2010—2015 годах Сергей Новиков был председателем Государственного комитета Республики Башкортостан по размещению государственных заказов. В этот период Башкортостан пять лет подряд входил в топ-5 регионов РФ по прозрачности закупок. Был отмечен благодарностью Министерства экономического развития РФ за активное участие в мероприятиях по популяризации контрактной системы в сфере закупок и выработке предложений по совершенствованию нормативной базы контрактных отношений, а также в решении практических задач перехода на контрактную систему закупок в 2014 году.
С 2015 по апрель 2019 года возглавлял Министерство экономического развития Республики Башкортостан. Под руководством Сергея Новикова разработана Стратегия социально-экономического развития региона до 2030 года с акцентом на развитие инвестиционного потенциала территории. В итоге уже в 2016 году Республика Башкортостан в рейтинге инвестиционной привлекательности АСИ заняла 20-е место (поднявшись на 20 пунктов), а в 2017 — 13 место. Под руководством Новикова С. В. в Башкортостане создается 6 территорий опережающего развития в моногородах Кумертау, Нефтекамск, Белебей, Белорецк, Учалы и Благовещенск, на которых инициирована реализация более десятка крупных инвестиционных проектов. Республика вошла в лидирующую пятерку субъектов России по уровню развития государственно-частного партнерства. Отдельное внимание Сергей Новиков уделял выстраиванию системных взаимоотношений между экономическими блоками региональных органов исполнительной власти и муниципальных. С должности главы Минэкономразвития РБ Сергей Новиков ушел «Заслуженным экономистом Республики Башкортостан».
В июле 2019 года он был назначен временно исполняющим обязанности директора ФГУП «Главный межрегиональный центр обработки и распространения статистической информации Федеральной службы государственной статистики».
22 августа 2019 года временно возглавлял Уфимский государственный авиационный технический университет. 6 сентября 2019 года Сергей Владимирович Новиков официально вступил в должность врио ректора УГАТУ, являлся также доцентом кафедры Управления в социальных и экономических системах (УСиЭС) Уфимского государственного авиационного технического университета.
7 июля 2020 года официально вступил в должность ректора УГАТУ. В период нахождения на посту ректора Сергея Новикова УГАТУ стал единственным учебным заведением Башкирии в рейтинге Quacquarelli Symonds. Также впервые вуз вошел в список самых «зеленых» университетов мира UI GreenMetric World University Rankings 2021, а также сохранил места в рейтинге лучших университетов QS EECA University Rankings 2022, а также в локальном рейтинге вузов ПФО по версии агентства RAEX. В 2021 году одержал победу на конкурсе «Золотые крылья МАКС-2021» в номинации «Импортозамещение». По версии Исследовательского центра международных достижений (International Achievements Research Center) достижения Уфимского государственного авиационного технического университета в области образования и науки стали лучшими на Международном конкурсе «Университет 2021 года». Ректор УГАТУ Сергей Новиков признан ректором 2021 года за вклад в развитие вуза, его репутации, за активное международное сотрудничество, развитие цифровизации и инноваций в университете. В рамках проекта «Передовые инженерные школы» Сергей Новиков открыл школу «Моторы будущего» — площадка, готовящая студентов к решению конкретных научно-технологических задач страны в тесной связке с высокотехнологичными компаниями-партнерами. Эта единственная в Башкортостане передовая инженерная школа. Она направлена на создание высокоэффективных электрических и гибридных силовых установок, агрегатов и их систем для боевой и гражданской авиации России, превышающий мировой уровень.
В 2021 году Сергей Новиков был назначен председателем технического комитета "ТК 070 «Станки» по координации деятельности разработки и обновлению национальных и межгосударственных стандартов в области станкостроения (приказ Федерального агентства по техническому регулированию и метрологии (Росстандарта) от 17.05.2021 № 747).
В 2022 году был избран Заместителем Председателя Президиума Консорциума университетов «Недра», который возглавляет ректор Санкт-Петербургского горного университета императрицы Екатерины II Литвиненко В. С.
2023—2025 годы — проректор по стратегическому развитию горного образования в новых регионах, директор Института академических и производственных навыков, научный руководитель проблемной лаборатории «Инжинирингового обеспечения проектов» Санкт-Петербургского горного университета императрицы Екатерины II.
В 2023 году Сергей Новиков стал выпускником программы подготовки управленцев, разработанной в рамках нацпроекта «Наука и университеты». Ее участниками стали 84 управленца сферы науки, образования, бизнеса и органов власти из 27 субъектов, в том числе новых регионов. Кадровый резерв сформирован по поручению Президента Российской Федерации.

### Научно-педагогическая деятельности и публикации
Стаж научно-педагогической деятельности более 17 лет. За это время он подготовил более 93 научных трудов, в том числе монографии и учебные издания.

### Повышение квалификации и профессиональная переподготовка
- «Swiss Education Academy», Швейцария, 2009;

- «Civil Service College», Сингапур, 2012;
- РАНХиГС по программе «Управленческое мастерство: развитие региональных команд», 2015, 2016;
- Программа кадрового резерва в области науки и высшего образования, 2023.

## Награды
- Знака отличия «За заслуги в укреплении сотрудничества со Счетной палатой Российской Федерации»
- Благодарность Правительства Российской Федерации за активное участие в работе по оказанию субъектами Российской Федерации помощи Республике Крым и городу Севастополю в обеспечении надлежащего функционирования объектов коммунального хозяйства и социальной сферы[31]
- Благодарность Государственной корпорации «Ростех» за сотрудничество в сфере образования, обеспечение высококачественной подготовки специалистов для организаций Государственной корпорации «Ростех» и реализацию совместных образовательных и профориентационных проектов
- Почетное звание «Заслуженный экономист Республики Башкортостан»[14]
- Медаль Минобрнауки России «За безупречный труд и отличия»
- Медаль Союза машиностроителей России «За доблестный труд» II степени[32]

## Критика
В июне 2021г. в одном из главных университетов Башкирии (УГАТУ) после статьи об отвратительном состоянии общежитий УГАТУ , разразился очередной скандал, связанный с Сергеем Новиковым: реорганизация кафедры финансов и экономической безопасности (ФДОиЭБ) Уфимского государственного авиационного технического университета вызвала недовольство преподавателей и студентов. На фоне этого Новиков был обвинён в том, что ему, как классическому чиновнику, плевать на людей, что он начал уничтожать старейший факультет авиационных двигателей.
Депутат Курултая Башкирии, профессор Уфимского авиационно-технического университета Сергей Павлов на заседании комитета по промышленности, инновационному развитию после выступления министра образования республики Айбулата Хажина с докладом о создании Уфимского университета науки и технологий заявил: «Пока за три года стало хуже, по крайне мере, в авиационном. Понятно, что Новикова там поставили, чтобы докладывать, что все стало лучше. На самом деле, хуже. Новиков многих ведущих профессоров просто уволил. Они сейчас уехали из региона. Непонятно, откуда будут появляться новые сильные ученые, по крайней мере, по тематике Уфимского авиационного технического университета»

## Санкции
6 марта 2022 года после вторжения России на Украину подписал письмо в поддержу российской агрессии. С 9 июня 2022 года находится под персональными санкциями Украины за поддержку войны. Также был внесён ФБК в список коррупционеров и разжигателей войны за поддержку нападения на Украину, 16 марта 2022 года форумом свободной России внесён в «Список Путина» и доклад «поджигателей войны» с предложением введения против него международных санкций.